# Grevillea ripicola
Espèce
Classification phylogénétique
Grevillea ripicola est une espèce d'arbuste  de la famille des Proteaceae endémique du sud-ouest de l'Australie-Occidentale. Il atteint généralement entre 0,6 et 2 mètres de hauteur et 4 m de diamètre et produit des fleurs jaunes ou orange entre avril et octobre (du début de l'automne au milieu du printemps) dans son aire naturelle.
L'espèce a été décrite pour la première fois par le botaniste Alex George et sa description publiée dans Nuytsia en 1974.